# Frankrijk op de Olympische Winterspelen 2018
Frankrijk was een van de deelnemende landen aan de Olympische Winterspelen 2018 in Pyeongchang, Zuid-Korea.

## Medailleoverzicht
| Sport          | Olympiër                                                                 | Onderdeel            | Medaille |
| -------------- | ------------------------------------------------------------------------ | -------------------- | -------- |
| Biatlon        | Martin Fourcade                                                          | 15 km massastart (m) | Goud     |
| Biatlon        | Martin Fourcade                                                          | achtervolging (m)    | Goud     |
| Biatlon        | Anaïs Bescond Marie Dorin Habert Simon Desthieux Martin Fourcade         | gemengde estafette   | Goud     |
| Freestyleskiën | Perrine Laffont                                                          | moguls (v)           | Goud     |
| Snowboarden    | Pierre Vaultier                                                          | snowboardcross (m)   | Goud     |
| Alpineskiën    | Alexis Pinturault                                                        | combinatie (m)       | Zilver   |
| Freestyleskiën | Marie Martinod                                                           | halfpipe (v)         | Zilver   |
| Kunstrijden    | Gabriella Papadakis Guillaume Cizeron                                    | ijsdansen            | Zilver   |
| Snowboarden    | Julia Pereira de Sousa-Mabileau                                          | snowboardcross (v)   | Zilver   |
| Alpineskiën    | Victor Muffat-Jeandet                                                    | combinatie (m)       | Brons    |
| Alpineskiën    | Alexis Pinturault                                                        | reuzenslalom (m)     | Brons    |
| Biatlon        | Anaïs Bescond                                                            | achtervolging (v)    | Brons    |
| Biatlon        | Anaïs Bescond Justine Braisaz Anaïs Chevalier Marie Dorin Habert         | estafette (v)        | Brons    |
| Langlaufen     | Maurice Manificat Richard Jouve                                          | teamsprint (m)       | Brons    |
| Langlaufen     | Adrien Backscheider Jean-Marc Gaillard Maurice Manificat Clément Parisse | estafette (m)        | Brons    |

## Deelnemers en resultaten
(m) = mannen, (v) = vrouwen 

### Alpineskiën
| Olympiër                                                                                        | Onderdeel        | Resultaat | Prestatie                                                                   |
| ----------------------------------------------------------------------------------------------- | ---------------- | --------- | --------------------------------------------------------------------------- |
| Johan Clarey                                                                                    | afdaling (m)     | 18e       | 1.42,39 (+2,14)                                                             |
| Mathieu Faivre                                                                                  | reuzenslalom (m) | 7e        | 1e run: 1.09,06 (5e) 2e run: 1.10,93 (20e) totaal: 2.19,99 (+1,95)          |
| Thomas Fanara                                                                                   | reuzenslalom (m) | 5e        | 1e run: 1.09,22 (6e) 2e run: 1.10,61 (16e) totaal: 2.19,83 (+1,79)          |
| Blaise Giezendanner                                                                             | super g (m)      | 4e        | 1.24,82 (+0,38)                                                             |
| Jean-Baptiste Grange                                                                            | slalom (m)       | DNF       | 1e run: niet gefinisht                                                      |
| Thomas Mermillod-Blondin                                                                        | combinatie (m)   | 6e        | afdaling: 1.20,89 (17e) slalom: 47,13 (6e) totaal: 2.08,02 (+1,50)          |
| Victor Muffat-Jeandet                                                                           | combinatie (m)   | Brons     | afdaling: 1.21,57 (29e) slalom: 45,97 (2e) totaal: 2.07,54 (+1,02)          |
| Victor Muffat-Jeandet                                                                           | reuzenslalom (m) | 6e        | 1e run: 1.09,44 (8e) 2e run: 1.10,41 (10e) totaal: 2.19,85 (+1,81)          |
| Victor Muffat-Jeandet                                                                           | slalom (m)       | 6e        | 1e run: 48,34 (3e) 2e run: 51,41 (14e) totaal: 1.39,75 (+0,76)              |
| Maxence Muzaton                                                                                 | combinatie (m)   | DNF       | afdaling: 1.20,58 (14e) slalom: niet gefinisht                              |
| Maxence Muzaton                                                                                 | afdaling (m)     | 23e       | 1.42,96 (+2,71)                                                             |
| Maxence Muzaton                                                                                 | super g (m)      | 18e       | 1.26,08 (+1,64)                                                             |
| Clément Noel                                                                                    | slalom (m)       | 4e        | 1e run: 48,58 (7e) 2e run: 51,12 (10e) totaal: 1.39,70 (+0,71)              |
| Alexis Pinturault                                                                               | combinatie (m)   | Zilver    | afdaling: 1.20,28 (10e) slalom: 46,47 (3e) totaal: 2.06,75 (+0,23)          |
| Alexis Pinturault                                                                               | reuzenslalom (m) | Brons     | 1e run: 1.08,90 (2e) 2e run: 1.10,45 (12e) totaal: 2.19,35 (+1,31)          |
| Alexis Pinturault                                                                               | slalom (m)       | 5e        | 1e run: 48,54 (6e) 51,18 (11e) totaal: 1.39,72 (+0,73)                      |
| Brice Roger                                                                                     | afdaling (m)     | 8e        | 1.41,39 (+1,14)                                                             |
| Brice Roger                                                                                     | super g (m)      | 19e       | 1.26,10 (+1,66)                                                             |
| Adrien Théaux                                                                                   | afdaling (m)     | 26e       | 1.42,99 (+2,74)                                                             |
| Adrien Théaux                                                                                   | super g (m)      | 15e       | 1.25,76 (+1,32)                                                             |
|                                                                                                 |                  |           |                                                                             |
| Taïna Barioz                                                                                    | reuzenslalom (v) | 19e       | 1e run: 1.13,54 (23e) 2e run: 1.10,06 (15e) totaal: 2.23,60 (+3,58)         |
| Adeline Baud Mugnier                                                                            | reuzenslalom (v) | 20e       | 1e run: 1.12,89 (17e) 2e run: 1.11,04 (26e) totaal: 2.23,93 (+3,91)         |
| Adeline Baud Mugnier                                                                            | slalom (v)       | DNF       | 1e run: 52,65 (31e) 2e run: niet gefinisht                                  |
| Laura Gauché                                                                                    | combinatie (v)   | 12e       | afdaling: 1.42,15 (11e) slalom: 42,64 (12e) totaal: 2.24,79 (+3,89)         |
| Laura Gauché                                                                                    | afdaling (v)     | 22e       | 1.42,29 (+3,07)                                                             |
| Tiffany Gauthier                                                                                | afdaling (v)     | 13e       | 1.41,04 (+1,82)                                                             |
| Tiffany Gauthier                                                                                | super g (v)      | 22e       | 1.22,56 (+1,45)                                                             |
| Romane Miradoli                                                                                 | combinatie (v)   | DNF       | afdaling: 1.41,83 (9e) slalom: niet gefinisht                               |
| Romane Miradoli                                                                                 | afdaling (v)     | 18e       | 1.41,64 (+2,42)                                                             |
| Romane Miradoli                                                                                 | super g (v)      | 19e       | 1.22,36 (+1,25)                                                             |
| Nastasia Noens                                                                                  | slalom (v)       | 20e       | 1e run: 51,84 (23e) 2e run: 50,44 (13e) totaal 1.42,28 (+3,65)              |
| Jennifer Piot                                                                                   | afdaling (v)     | 16e       | 1.41,17 (+1,95)                                                             |
| Jennifer Piot                                                                                   | super g (v)      | 20e       | 1.22,38 (+1,27)                                                             |
| Tessa Worley                                                                                    | reuzenslalom (v) | 7e        | 1e run: 1.12,06 (14e) 2e run: 1.09,00 (2e) totaal: 2.21,06 (+1,04)          |
| Tessa Worley                                                                                    | super g (v)      | 28e       | 1.23,54 (+2,43)                                                             |
|                                                                                                 |                  |           |                                                                             |
| Adeline Baud Mugnier Nastasia Noens Tessa Worley Julien Lizeroux Clément Noel Alexis Pinturault | landenwedstrijd  | 4e        | 1/8F: 2-2 Canada KF: 3-1 Italië HF: 1-3 Zwitserland om brons: 2-2 Noorwegen |

### Biatlon
| Olympiër                                                            | Onderdeel          | Resultaat | Prestatie                                                                                                  |
| ------------------------------------------------------------------- | ------------------ | --------- | --- |
| Simon Desthieux                                                     | individueel (m)    | 27e       | 51.03,6 (+2.59,8) pen.: 4 (0 + 2 + 1 + 1)                                                                  |
| Simon Desthieux                                                     | sprint (m)         | 12e       | 24.11,1 (+32,3) pen.: 2 (2 + 0)                                                                            |
| Simon Desthieux                                                     | achtervolging (m)  | 7e        | 33.55,4 (+1.03,7) pen.: 3 (1 + 0 + 1 + 1)                                                                  |
| Simon Desthieux                                                     | massastart (m)     | 22e       | 37.45,9 (+1.58,6) pen.: 5 (1 + 2 + 2 + 0)                                                                  |
| Quentin Fillon Maillet                                              | sprint (m)         | 48e       | 25.28,1 (+1.49,3) pen.: 4 (3 + 1)                                                                          |
| Quentin Fillon Maillet                                              | achtervolging (m)  | 44e       | 37.57,2 (+5.05,5) pen.: 7 (3 + 0 + 2 + 2)                                                                  |
| Quentin Fillon Maillet                                              | massastart (m)     | 29e       | 38.57,5 (+3.10,2) pen.: 7 (3 + 2 + 2 + 0)                                                                  |
| Martin Fourcade                                                     | individueel (m)    | 5e        | 48.46,2 (+42,4) pen.: 2 (0 + 0 + 0 + 2)                                                                    |
| Martin Fourcade                                                     | sprint (m)         | 8e        | 24.00,9 (+22,1) pen.: 3 (3 + 0)                                                                            |
| Martin Fourcade                                                     | achtervolging (m)  | Goud      | 32.51,7 pen.: 1 (1 + 0 + 0 + 0)                                                                            |
| Martin Fourcade                                                     | massastart (m)     | Goud      | 35.47,3 pen.: 2 (1 + 0 + 0 + 1)                                                                            |
| Antonin Guigonnat                                                   | individueel (m)    | 23e       | 50.33,5 (+2.29,7) pen.: 2 (0 + 2 + 0 + 0)                                                                  |
| Antonin Guigonnat                                                   | sprint (m)         | 27e       | 24.37,5 (+58,7) pen.: 3 (1 + 2)                                                                            |
| Antonin Guigonnat                                                   | achtervolging (m)  | 19e       | 35.27,9 (+2.36,2) pen.: 5 (2 + 1 + 0 + 2)                                                                  |
| Antonin Guigonnat                                                   | massastart (m)     | 19e       | 37.15,3 (+1.28,0) pen.: 5 (1 + 0 + 2 + 2)                                                                  |
| Emilien Jacquelin                                                   | individueel (m)    | 77e       | 55.26,1 (+7.22,3) pen.: 7 (2 + 2 + 2 + 1)                                                                  |
| Simon Desthieux Émilien Jacquelin Martin Fourcade Antonin Guigonnat | estafette (m)      | 5e        | 20.12,1 / 0+2 2+3 19.06,0 / 0+0 0+1 20.01,2 / 0+1 1+3 19.23,8 / 0+1 0+1 totaal: 1:18.43,1 / 0+4 3+8'       |
|                                                                     |                    |           | |
| Célia Aymonier                                                      | individueel (v)    | 48e       | 46.40,3 (+5.33,1) pen.: 5 (2 + 1 + 0 + 2)                                                                  |
| Anaïs Bescond                                                       | individueel (v)    | 31e       | 45.10,9 (+4.03,7) pen.: 3 (2 + 0 + 1 + 0)                                                                  |
| Anaïs Bescond                                                       | sprint (v)         | 19e       | 22.20,8 (+1.14,6) pen.: 2 (0 + 2)                                                                          |
| Anaïs Bescond                                                       | achtervolging (v)  | Brons     | 31.04,9 (+29,6) pen.: 1 (0 + 0 + 1 + 0)                                                                    |
| Anaïs Bescond                                                       | massastart (v)     | 17e       | 37.23,5 / 1+0 2+1 (+1.47,1)                                                                                |
| Justine Braisaz                                                     | individueel (v)    | 55e       | 46.57,2 (+5.50,0) pen.: 5 (1 + 2 + 2 + 0)                                                                  |
| Justine Braisaz                                                     | sprint (v)         | 10e       | 21.54,1 (+47,9) pen.: 2 (1 + 1)                                                                            |
| Justine Braisaz                                                     | achtervolging (v)  | 34e       | 34.08,0 (+3.32,7) pen.: 7 (0 + 2 + 1 + 4)                                                                  |
| Justine Braisaz                                                     | massastart (v)     | 20e       | 37.49,6 / 0+1 3+1 (+2.26,6)                                                                                |
| Anaïs Chevalier                                                     | individueel (v)    | 28e       | 45.01,9 (+3.54,7) pen.: 3 (1 + 1 + 1 + 0)                                                                  |
| Anaïs Chevalier                                                     | sprint (v)         | 16e       | 22.15,6 (+1.09,4) pen.: 2 (1 + 1)                                                                          |
| Anaïs Chevalier                                                     | achtervolging (v)  | 24e       | 33.28,0 (+2.52,7) pen.: 5 (3 + 0 + 0 + 2)                                                                  |
| Anaïs Chevalier                                                     | massastart (v)     | 29e       | 40.39,7 / 2+3 1+0 (+5.16,7)                                                                                |
| Marie Dorin Habert                                                  | sprint (v)         | 4e        | 21.39,3 (+33,1) pen.: 1 (1 + 0)                                                                            |
| Marie Dorin Habert                                                  | achtervolging (v)  | 27e       | 33.37,8 (+3.02,5) pen.: 7 (2 + 0 + 2 + 3)                                                                  |
| Marie Dorin Habert                                                  | massastart (v)     | 9e        | 36.20,9 / 0+1 0+1 (+57,9)                                                                                  |
| Anaïs Chevalier Marie Dorin Habert Justine Braisaz Anaïs Bescond    | estafette (v)      | Brons     | 17.20,8 / 0+1 0+2 18.25,6 / 0+1 0+1 18.40,6 / 0+3 0+3 1754,0 / 0+1 0+2 totaal: 1:12.21,0 / 0+6 0+8 (+17,6) |
|                                                                     |                    |           | |
| Marie Dorin Habert Anaïs Bescond Simon Desthieux Martin Fourcade    | gemengde estafette | Goud      | 15.51,1 / 0+0 0+0 16.46,4 / 0+1 0+3 17.58,4 / 0+0 0+0 totaal: 1:08.34,3 / 0+1 0+3                          |

### Bobsleeën
| Olympiër                                                        | Onderdeel       | Resultaat | Prestatie                               |
| --------------------------------------------------------------- | --------------- | --------- | --------------------------------------- |
| Romain Heinrich Dorian Hauterville                              | tweemansbob (m) | 13e       | 3.18,48 (49,74 / 49,73 / 49,55 / 49,46) |
| Loïc Costberg Vincent Ricard Vincent Castell Dorian Hauterville | viermansbob (m) | 11e       | 3.17,56 (49,09 / 49,36 / 49,19 / 49,2)  |

### Freestyleskiën
| Olympiër                 | Onderdeel      | Resultaat    | Prestatie |
| ------------------------ | -------------- | ------------ | --- |
| Thomas Krief             | halfpipe (m)   | 10e          | kwalificatie: 74.40 - 25.80 (10e) finale: 9.80 - DNS - DNS                                                           |
| Kevin Rolland            | halfpipe (m)   | 11e          | kwalificatie: 87.80 - 37.80 (6e) finale: 6.40 - 6.40 - 5.60                                                          |
| Anthony Benna            | moguls (m)     | 13e          | kwalificatie 1: 76.28 pnt (12e) kwalificatie 2: 76.28 - 60.30 pnt (6e) finale 1: 76.43 pnt                           |
| Benjamin Cavet           | moguls (m)     | kwalificatie | kwalificatie 1: 72.74 pnt (21e) kwalificatie 2: 72.74 - 71.03 pnt (15e)                                              |
| Sacha Theocharis         | moguls (m)     | 9e           | kwalificatie 1: 76.55 pnt (10e) finale 1: 77.09 pnt (12e) finale 2: 34.49 pnt                                        |
| Arnaud Bovolenta         | skicross (m)   | HF           | plaatsingsronde: 1.10,12 (+1,38); 14e 1/8F, serie 5: 2e KF, serie 3: 2e HF, serie 2: 3e                              |
| Jean-Frédéric Chapuis    | skicross (m)   | KF           | plaatsingsronde: 1.09,84 (+1,10); 7e 1/8F, serie 7: 2e KF, serie 4: 4e                                               |
| François Place           | skicross (m)   | KF           | plaatsingsronde: 1.10,26 (+1,52); 18e 1/8F, serie 8: 1e KF, serie 4: 3e                                              |
| Terence Tchiknavorian    | skicross (m)   | 1/8F         | plaatsingsronde: 1.10,41 (+1,67); 24e 1/8F, serie 2: niet gefinisht                                                  |
| Antoine Adelisse         | slopestyle (m) | kwalificatie | kwalificatie: 10.00 - 17.60                                                                                          |
| Benoît Buratti           | slopestyle (m) | kwalificatie | kwalificatie: 67.00 - 62.00                                                                                          |
|                          |                |              | |
| Anaïs Caradeux           | halfpipe (v)   | 12e          | kwalificatie: 25.00 - '72.80 (12e) finale: niet gestart                                                              |
| Marie Martinod           | halfpipe (v)   | Zilver       | kwalificatie: 91.60 - 92.00 (2e) finale: 92.20 - 92.60 - 23.20                                                       |
| Camille Cabrol           | moguls (v)     | kwalificatie | kwalificatie 1: 68.89 pnt (16e) kwalificatie 2: 68.89 - DNF (12e)                                                    |
| Perrine Laffont          | moguls (v)     | Goud         | kwalificatie 1: 79.72 pnt (1e) finale 1: 75.76 pnt (6e) finale 2: 77.86 pnt (3e) finale 3: 78.65 pnt                 |
| Alizée Baron             | skicross (v)   | 5e           | plaatsingsronde: 1.14,11 (+1,00); 6e 1/8F, serie 6: 1e KF, serie 3: 2e HF, serie 2: niet gefinisht kleine finale: 1e |
| Marielle Berger Sabbatel | skicross (v)   | KF           | plaatsingsronde: 1.15,60 (+2,49); 12e 1/8F, serie 3: 2e KF, serie 2: 3e                                              |
| Lou Barin                | slopestyle (v) | kwalificatie | kwalificatie: 69.40 - 28.40                                                                                          |
| Tess Ledeux              | slopestyle (v) | kwalificatie | kwalificatie: 50.60 - 38.40                                                                                          |

### Kunstrijden
| Olympiër                                                                                                | Onderdeel  | Resultaat | Prestatie |
| --- | ---------- | --------- | --- |
| Chafik Besseghier                                                                                       | mannen     | 26e       | 72.10 (korte kür: 72.10) |
| Maé-Bérénice Méité                                                                                      | vrouwen    | 19e       | 159.92 (korte kür: 53.67, vrije kür: 106.25) |
| Vanessa James Morgan Ciprès                                                                             | paren      | 5e        | 218.53 (korte kür: 75.34, vrije kür: 143.19) |
| Gabriella Papadakis Guillaume Cizeron                                                                   | ijsdansen  | Zilver    | 205.28 (korte kür: 81.93, vrije kür: 123.35) |
| Marie-Jade Lauriault Romain Le Gac                                                                      | ijsdansen  | 17e       | 149.59 (korte kür: 59.97, vrije kür: 89.62) |
| Chafik Besseghier Maé-Bérénice Méité Vanessa James / Morgan Ciprès Marie-Jade Lauriault / Romain Le Gac | landenteam | 10e       | mannen, korte kür: 1 pnt (61,06 pnt) vrouwen, korte kür: 2 pnt (46,62 pnt) paren, korte kür: 5 pnt (68,49 pnt) ijsdansen, korte kür: 5 pnt (57,94 pnt) totaal: 13 pnt |

### Langlaufen
| Olympiër                                                                 | Onderdeel             | Resultaat | Prestatie                                                              |
| ------------------------------------------------------------------------ | --------------------- | --------- | ---------------------------------------------------------------------- |
| Adrien Backscheider                                                      | 15 km vrije stijl (m) | 17e       | 35.12,0 (+1.28,1)                                                      |
| Lucas Chanavat                                                           | sprint (m)            | 34e       | kwalificatie: 3.18,46 (+9,92)                                          |
| Jean-Marc Gaillard                                                       | 15 km vrije stijl (m) | 23e       | 35.35,2 (+1.51,3)                                                      |
| Jean-Marc Gaillard                                                       | 30 km skiatlon (m)    | 28e       | 1:18.48,5 (+2.28,5)                                                    |
| Jean-Marc Gaillard                                                       | 50 km klassiek (m)    | 18e       | 2:14.31,4 (+6.09,3)                                                    |
| Baptiste Gros                                                            | sprint (m)            | 12e       | kwalificatie: 3.16,27 (+7,73) (20e) KF-5: 2e (+1,16) HF-2: 6e (+17,51) |
| Richard Jouve                                                            | sprint (m)            | 16e       | kwalificatie: 3.17,69 (+9,15) (29e) KF-1: 3e (+1,31)                   |
| Jules Lapierre                                                           | 30 km skiatlon (m)    | 15e       | 1:17.19,1 (+59,1)                                                      |
| Maurice Manificat                                                        | 15 km vrije stijl (m) | 5e        | 34.10,9 (+27,0)                                                        |
| Maurice Manificat                                                        | 30 km skiatlon (m)    | 5e        | 1:16.34,2 (+14,2)                                                      |
| Clément Parisse                                                          | 15 km vrije stijl (m) | 26e       | 35.39,0 (+1.55,1)                                                      |
| Clément Parisse                                                          | 30 km skiatlon (m)    | 13e       | 1:17.08,6 (+48,6)                                                      |
| Clément Parisse                                                          | 50 km klassiek (m)    | 24e       | 2:17.25,4 (+9.03,3)                                                    |
| Richard Jouve Maurice Manificat                                          | teamsprint (m)        | Brons     | halve finale-2: 16.04,45 (+0,48); 2e finale: 15.58,28 (+2,02)          |
| Jean-Marc Gaillard Maurice Manificat Clément Parisse Adrien Backscheider | estafette (m)         | Brons     | 24.51,7 24.55,1 21.24,2 22.30,8 totaal: 1:33.41,8 (+36,9)              |
|                                                                          |                       |           |                                                                        |
| Delphine Claudel                                                         | 10 km vrije stijl (v) | 57e       | 28.58,9 (+3.58,4)                                                      |
| Anouk Faivre Picon                                                       | 10 km vrije stijl (v) | 35e       | 27.42,8 (+2.42,3)                                                      |
| Anouk Faivre Picon                                                       | 15 km skiatlon (v)    | 13e       | 42.03,8 (+1.18,9)                                                      |
| Aurore Jéan                                                              | sprint (v)            | 46e       | kwalificatie: 3.32,45 (+23,71)                                         |
| Aurore Jéan                                                              | 10 km vrije stijl (v) | 22e       | 27.12,6 (+2.12,1)                                                      |
| Aurore Jéan                                                              | 15 km skiatlon (v)    | 23e       | 43.00,8 (+2.15,9)                                                      |
| Coraline Thomas Hugue                                                    | 10 km vrije stijl (v) | 14e       | 26.37,9 (+1.37,4)                                                      |
| Coraline Thomas Hugue                                                    | 15 km skiatlon (v)    | 29e       | 43.56,2 (+3.11,3)                                                      |
| Aurore Jéan Coraline Thomas Hugue                                        | teamsprint (v)        | 8e        | halve finale-2: 16.40,40 (+17,86); 6e finale: 16.32,49 (+36,02)        |
| Aurore Jéan Anouk Faivre Picon Coraline Thomas Hugue Delphine Claudel    | estafette (v)         | 12e       | 14.37,7 14.43,7 12.52,2 13.36,6 totaal: 55.50,2 (+4.25,9)              |

### Noordse combinatie
| Olympiër                                                          | Onderdeel                | Resultaat | Prestatie |
| ----------------------------------------------------------------- | ------------------------ | --------- | --- |
| François Braud                                                    | gundersen normale schans | 15e       | schansspringen: 108.6 pnt (101,5 m); 12e (+1,28) langlaufen: 25.12,5 (30e) totaal: 26.40,15 (+1.49,1)                                                                           |
| François Braud                                                    | gundersen grote schans   | 15e       | schansspringen: 112.6 pnt (121,0 m); 17e (+1,45) langlaufen: 23.39,6 (12e) totaal: 25.24,6 (+1.32,1)                                                                            |
| Antoine Gérard                                                    | gundersen normale schans | 26e       | schansspringen: 92.9 pnt (96,5 m); 24e (+2,31) langlaufen: 25.05,8 (26e) totaal: 27.36,8 (+2.45,4')                                                                             |
| Antoine Gérard                                                    | gundersen grote schans   | 32e       | schansspringen: 85.5 pnt (108,0 m); 36e (+3,34) langlaufen: 23.46,3 (14e) totaal: 27.20,3 (+3.27,8)                                                                             |
| Maxime Laheurte                                                   | gundersen normale schans | 11e       | schansspringen: 110.7 pnt (104,5 m);10e -(+1,20) langlaufen: 24.54,5 (21e) totaal: 26.14,5 (+1.23,1)                                                                            |
| Maxime Laheurte                                                   | gundersen grote schans   | 14e       | schansspringen: 122.6 pnt (128,5 m); 11e (+1,05) langlaufen: 24.17,8 (27e) totaal: 25.22,8 (+1.30,3)                                                                            |
| Jason Lamy-Chappuis                                               | gundersen normale schans | 31e       | schansspringen: 97.7 pnt (96,0 m); 19e (+2,12) langlaufen: 25.36,9 (35e) totaal: 27.48,9 (+2.57,5)                                                                              |
| Jason Lamy-Chappuis                                               | gundersen grote schans   | 30e       | schansspringen: 94.9 pnt (118,5 m); 31e (+2,56) langlaufen: 24.21,5 (28e) totaal: 27.17,5 (+3.25,0)                                                                             |
| Antoine Gérard François Braud Maxime Laheurte Jason Lamy-Chappuis | landenteam               | 5e        | 97.6 pnt (127,0 m) - 11.39,8 127,0 pnt (129,5) - 11.47,2 116.4 pnt (133,0 m) - 12.00,8 92.2 pnt (127,5 m) - 12.00,2 totaal: 48.37,0 (+2.27,2) (417.9 (+1,09); 5e - 47.28,0; 6e) |

### Schaatsen
| Olympiër      | Onderdeel      | Resultaat | Prestatie                                              |
| ------------- | -------------- | --------- | ------------------------------------------------------ |
| Alexis Contin | 1500 m (m)     | 22e       | 1.47,33 (+3,32)                                        |
| Alexis Contin | 5000 m (m)     | 11e       | 6.18,13 (+8,37)                                        |
| Alexis Contin | massastart (m) | 10e       | HF-1: 3 pnt; 8e (8.28,70) finale: 0 pnt; 10e (7.45,64) |

### Schansspringen
| Olympiër                 | Onderdeel          | Resultaat | Prestatie                                                                                            |
| ------------------------ | ------------------ | --------- | --- |
| Vincent Descombes Sevoie | normale schans (m) | 43e       | kwalificatie: 92.1 ptn (86,5 m); 44e finale: 82.4 pnt (90,0 m)                                       |
| Vincent Descombes Sevoie | grote schans (m)   | 50e       | kwalificatie: 49.5 ptn (114,0 m); 48e finale: 72.9 pnt (105,0 m)                                     |
| Jonathan Learoyd         | normale schans (m) | 27e       | kwalificatie: 106.7 pnt (94,5 m); 30e finale: 207.9 pnt (104.1 (98,5 m); 27e - 103.8 (100,5 m); 24e) |
| Jonathan Learoyd         | grote schans (m)   | 41e       | kwalificatie: 92.1 ptn (124,0 m); 34e finale: 100.1 pnt (119,5 m)                                    |
|                          |                    |           | |
| Léa Lemare               | normale schans (v) | 28e       | 146.8 pnt (62.3 (74,5 m); 29e - 84.5 (93,5 m); 19e)                                                  |
| Lucile Morat             | normale schans (v) | 21e       | 154.8 pnt (79.7 (86,5 m); 19e - 75.1 (86,5 m); 27e)                                                  |

### Shorttrack
| Olympiër             | Onderdeel  | Resultaat | Prestatie                                                          |
| -------------------- | ---------- | --------- | ------------------------------------------------------------------ |
| Thibaut Fauconnet    | 500 m (m)  | series    | serie 1: 4e (1.04,756)                                             |
| Thibaut Fauconnet    | 1000 m (m) | KF        | serie 4: 2e (1.24,381) KF-1: 3e (1.24,344)                         |
| Thibaut Fauconnet    | 1500 m (m) | 7e        | serie 6: 2e (2.15,768) HF-2: 2e (2.12,049) A-finale: 7e (2.53,150) |
| Sébastien Lepape     | 500 m (m)  | series    | serie 3: 3e (40,900)                                               |
| Sébastien Lepape     | 1000 m (m) | series    | serie 5: 3e (1.23,489)                                             |
| Sébastien Lepape     | 1500 m (m) | HF        | serie 4: 2e (2.13,965) HF-3: 5e (2.11,967)                         |
|                      |            |           |                                                                    |
| Tifany Huot-Marchand | 500 m (v)  | series    | serie 6: 3e (44,659)                                               |
| Tifany Huot-Marchand | 1500 m (v) | series    | serie 5: 4e (2.29,996)                                             |
| Véronique Pierron    | 500 m (v)  | series    | serie 4: (43,148)                                                  |
| Véronique Pierron    | 1000 m (v) | KF        | serie 1: 2e (1.35,299) KF-1: 4e (1.30,323)                         |
| Véronique Pierron    | 1500 m (v) | HF        | serie 4: 3e (2.22,119) HF-1: 5e (2.28,023)                         |

### Snowboarden
| Olympiër                        | Onderdeel                | Resultaat | Prestatie |
| ------------------------------- | ------------------------ | --------- | --- |
| Sylvain Dufour                  | parallelreuzenslalom (m) | 4e        | kwalificatie: 1.25,27 (41,92 +43,35); 4e 1/8F: won van POL Oskar Kwiatkowski KF: won van ITA Edwin Coratti HF: verloor van SUI Nevin Galmarini om brons: verloor van SLO Žan Košir |
| Loan Bozzolo                    | snowboardcross (m)       | KF        | plaatsingsronde: 1.16,15 - 1.16,11 (39e) 1/8F, serie 6: 3e KF, serie 3: niet gefinisht                                                                                             |
| Merlin Surget                   | snowboardcross (m)       | KF        | plaatsingsronde: 1.13,82 (5e) 1/8F, serie 3: 3e KF, serie 2: niet gefinisht |
| Pierre Vaultier                 | snowboardcross (m)       | Goud      | plaatsingsronde: 1.3,14 (1e) 1/8F, serie 1: 2e KF, serie 1: 1e HF, serie 1: 3e A-finale: 1e                                                                                        |
| Ken Vuagnoux                    | snowboardcross (m)       | KF        | plaatsingsronde: 1.14,29 (10e) 1/8F, serie 7: 2e KF, serie 4: niet gefinisht |
|                                 |                          |           | |
| Lucile Lefevre                  | slopestyle (v)           | 25e       | 28.35 - 17.31 pnt |
| Clémence Grimal                 | halfpipe (v)             | 24e       | kwalificatie: 14.25 - 13.00 pnt |
| Sophie Rodriguez                | halfpipe (v)             | 10e       | Kwalificatie: 65.00 - 13.50 pnt (9e) finale: 50.50 - 14.75 - 13.75 pnt |
| Mirabelle Thovex                | halfpipe (v)             | 9e        | kwalificatie: 62.25 - 62.75 pnt (10e) finale: 59.50 - 30.25 - 63.00 pnt |
| Charlotte Bankes                | snowboardcross (v)       | 7e        | kwalificatie: 1.18,18 (5e) KF-2: 3e HF-1: niet gefinisht kleine finale: 1e |
| Nelly Moenne-Loccoz             | snowboardcross (v)       | 10e       | kwalificatie: 1.20,23 (8e) KF-1: 3e HF-1: 5e kleine finale: 4e |
| Julia Pereira de Sousa-Mabileau | snowboardcross (v)       | Zilver    | kwalificatie: 1.21,72 (15e) KF-4: 2e HF-2: 3e A-finale: 2e |
| Chloé Trespeuch                 | snowboardcross (v)       | 5e        | kwalificatie: 1.18,51 (6e) KF-3: 1e HF-2: 2e A-finale: 5e |